# Enquêtes spéciales
Enquêtes spéciales est un magazine d'information de la rédaction de France 2 diffusé le jeudi en première partie de soirée. Le premier numéro est lancé le jeudi 5 août 2010 pour quatre numéros spéciaux, le dernier étant diffusé le jeudi 26 août 2010. Les deux animateurs et producteurs de l’émission sont alors Paul Nahon et Bernard Benyamin.

## Principe de l'émission
Ce magazine dirigé et présenté par Paul Nahon et Bernard Benyamin, propose à chacune des quatre émissions du mois d'août 2010, trois reportages, qui reviennent sur des événements marquants des dix dernières années, afin de mieux les comprendre, et de savoir ce que sont devenus les hommes et les femmes acteurs ou témoins de ces faits d'actualité. Pour chaque numéro, un grand témoin interviendra et livrera ses commentaires sur les reportages diffusés.

## Reportages
Trois reportages sont proposés par émission.

### Émissions

#### 1reémission
Trésors enfouis des Pharaons :
Les découvertes archéologiques ont toujours fasciné les Français. L’Égypte, son histoire et les fouilles font rêver et attirent de nombreux touristes.
Quand souffle la tempête :
Leur nom est synonyme de désolation : Martin et Lothar en 1999, Klaus en 2009 ou Xynthia en 2010... En quelques heures, elles ont défiguré le paysage, balafré les villes, bousculé les hommes.
Bingo pour le Loto :
Gagner le gros lot de la Française des jeux, tout le monde en rêve. Régulièrement, 14 millions de Français tentent leur chance et se voient déjà vivre au soleil, rentiers, et plus tard léguer une fortune à leurs enfants et arrière-petits-enfants.

#### 2eémission
Les héritiers de Sœur Emmanuelle :
Deux ans après la mort de Sœur Emmanuelle, une journaliste de la rédaction est allée en Égypte, au Caire dans le quartier des Chiffonniers.
Plus belle la vie, les coulisses d'un succès :
En 2004, France 3 met à l'antenne ce qui allait devenir un OVNI audiovisuel.
Dans les pas d'Usain Bolt :
Usain Bolt est l'homme le plus rapide de la planète. 9 secondes et 58 centièmes aux 100 mètres. Le jeune Jamaïcain surclasse tous ses adversaires et semble gagner sans effort, en s'amusant.

#### 3eémission
Alerte enlèvement, la traque médiatique :
En février 2010, en banlieue parisienne, un homme assassine son ex-femme et enlève leur enfant. Devant l'urgence de la situation, le procureur de Créteil lance le Dispositif Alerte-Enlèvement.
Le blues de La Nouvelle-Orléans :
C'est l'histoire des habitants de La Nouvelle-Orléans, cinq ans après Katrina. Une ville singulière qui panse lentement les blessures de l'ouragan qui a submergé 80 % de ses quartiers.
Du fada au fana :
Quel point commun existe-t-il entre la Cité radieuse de Marseille, le Centre Georges Pompidou à Paris ou le Viaduc de Millau ?

#### 4eémission
Ségné Vin Sové Nou (Seigneur, viens nous sauver) :
Après le terrible tremblement de terre qui a frappé Haïti en janvier dernier et provoqué la mort de près de 300 000 personnes, les habitants de Port-au-Prince se tournent vers la foi et les "Loas", esprits du vaudou, pour surmonter leurs traumatismes.
Crime, La révolution ADN :
Ces trois lettres symbolisent la modernité et l'efficacité des techniques d'enquêtes. Comment sont utilisées ces empreintes génétiques et comment travaillent les équipes spécialistes ?
Tous salariés, tous patrons :
Focus sur les SCOP, société coopérative et participative, où les salariés sont «coentrepreneurs» c'est-à-dire leurs propres patrons.

### Témoins
Durant les quatre numéros, quatre témoins sont invités (un par émission) pour livrer leurs réactions et commentaires sur les sujets traités pendant l'émission auquel ils sont invités. Les voici :
| Émission | Invité(e)             |
| -------- | --------------------- |
| 1        | Éric-Emmanuel Schmitt |
| 2        | Lorànt Deutsch        |
| 3        | Katherine Pancol      |
| 4        | Florence Aubenas      |

## Audimat
| Épisode | Jour et horaire de diffusion   | Téléspectateurs en million(s) | Parts de marché sur les 4 ans et plus | Référence |
| ------- | ------------------------------ | ----------------------------- | ------------------------------------- | --------- |
| 1       | Jeudi 5 août 2010 20:35-22:35  | 2 515 000                     | 13,4 %                                | [ 8 ]     |
| 2       | Jeudi 12 août 2010 20:35-22:35 | 1 907 000                     | 10,8 %                                | [ 9 ]     |
| 3       | Jeudi 19 août 2010 20:35-22:35 | 2 196 000                     | 11,9 %                                | [ 10 ]    |
| 4       | Jeudi 26 août 2010 20:35-22:35 | 1 940 000                     | 9,3 %                                 | [ 11 ]    |

Légende :
En fond vert = Les meilleurs chiffres d'audiences
En fond rouge = Les mauvais chiffres d'audiences